# Gà Mía

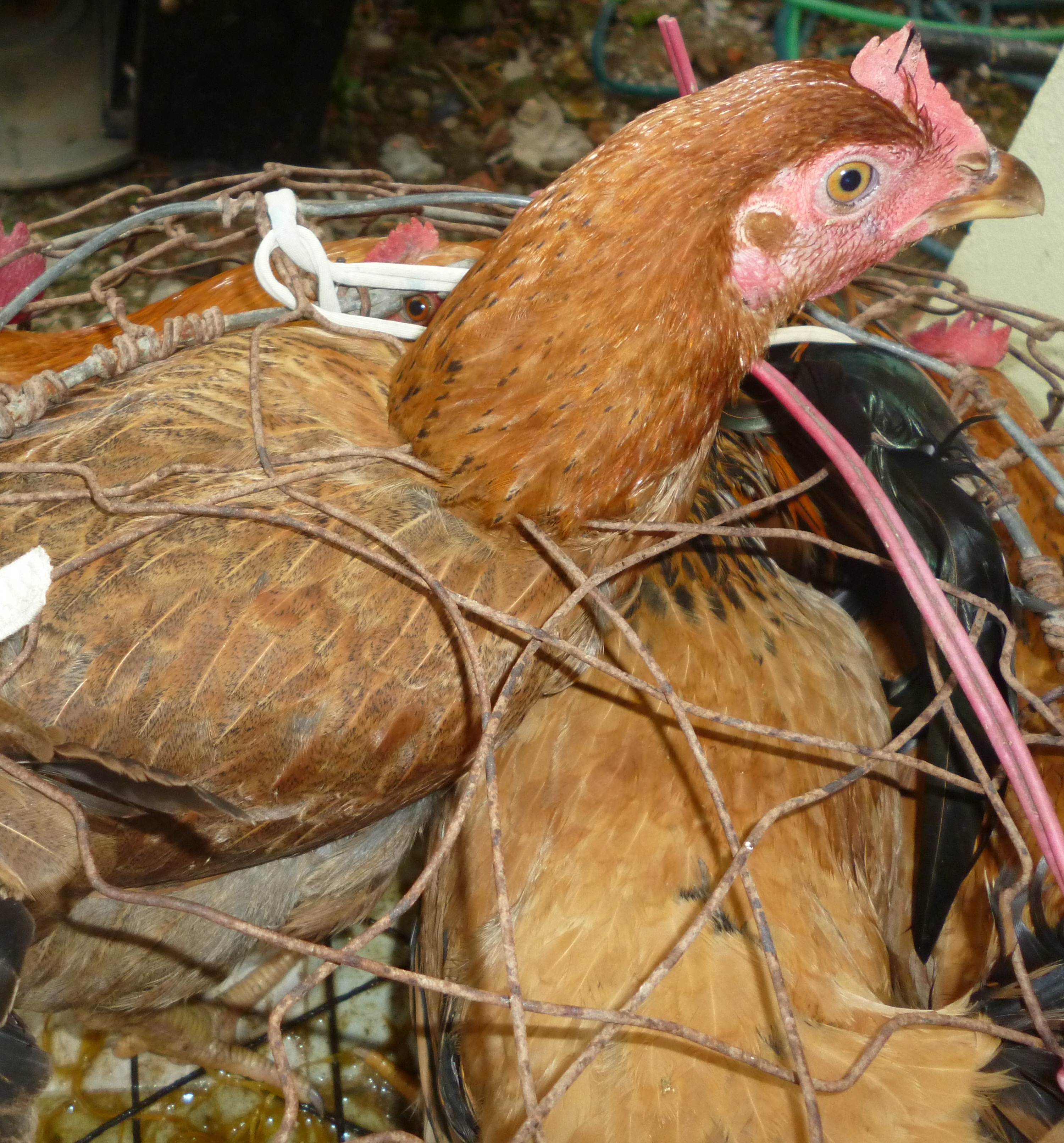
Một con gà Mía

Gà Mía là một giống gà nội địa của Việt Nam, chúng có nguồn gốc từ ở xã Phùng Hưng, huyện Tùng Thiện, tỉnh Sơn Tây nay thuộc xã Đường Lâm, thị xã Sơn Tây, thành phố Hà Nội (Làng cổ Đường Lâm). Giống gà này là một đặc sản của Hà Tây. Đây là một giống gà có từ lâu đời, Tên gọi gà Mía gắn liền với những địa danh tiêu biểu của xứ Đoài cổ kính như chợ Mía, chùa Mía. Ngoài cung cấp cho lễ hội trong làng, người dân nơi đây còn dùng gà Mía trong lễ cưới.

## Đặc điểm
Gà Mía thân hình to, nặng, lông màu đỏ tiết, cơ ngực, đùi nở nang, mào cờ dựng, chất thịt thơm vị đậm ngọt, da giòn, săn chắc và ít mỡ dưới da tỷ lệ thuận với những bước chạy thường ngày. Chúng có khả năng tự kiếm ăn tốt, sức đề kháng cao.

### Khối lượng
Gà Mía Là giống gà hướng thịt, có tầm vóc to và có ngoại hình thô với mình ngắn, đùi to và thô, đi lại chậm. Khối lượng cơ thể lúc mới sinh là 32g. Lúc 4 tháng tuổi (giết thịt) bình quân con trống đạt 1,8 kg, con mái 1,2 kg, Gà 6 tháng tuổi con trống đạt 2,5 kg, con mái 1,5 kg. Khi trưởng thành gà nặng 2,5- 2,7 kg, gà trống đạt tới 3 kg, khối lượng gà mái trưởng thành 1,5 –1,8 kg, còn con trống là 2,5 – 3 kg. Thời gian đạt trọng lượng thịt khoảng 5 tháng. Mỗi LỨA 1 con gà Mía đẻ hơn 10 quả trứng.

### Màu sắc
Con trống có màu lông đỏ sẫm xen kẽ lông màu đen ở đuôi, đùi, lườn, hai hàng lông cánh xanh biếc. Con mái có lông màu vàng nhạt xen kẽ lông đen ở cánh, đuôi, lông cổ có màu nâu. Gà có mắt sâu, mào đơn, chân có 3 hàng vảy, da đỏ sắc lông gà trống màu tía, gà mái màu nâu xám hoặc vàng. Nói chung màu lông gà Mía tương đối thuần nhất. Tốc độ mọc lông chậm, đến 15 tuần tuổi mới phủ kín lông ở gà trống.

### Đẻ trứng
Tuổi đẻ trứng của chúng khá muộn 7-8 tháng, sản lượng trứng 50 - 55 quả/mái/năm, khối lượng trứng 50 - 55 g. Tỷ lệ trứng có phôi 88%; tỷ lệ ấp nở 83%, tỷ lệ nuôi sống đến 8 tuần 98%. Gà Mía có sản lượng trứng trung bình 70 quả/mái/năm, tỷ lệ trứng có phôi và ấp nở đạt 70 - 75%, chúng có sức khoẻ tốt, thích hợp trong điều kiện chăn nuôi thả vườn nhưng tuổi đẻ muộn, sản lượng trứng thấp nên hiện nay gà Mía được nuôi theo hướng thịt.

### Thịt gà
Gà Mía có chất lượng thịt thơm, da giòn, mỡ dưới da ít, có vị ngọt, đậm đà dai mềm thơm thịt, thịt chắc, màu trắng, da vàng ăn rất giòn, đậm ngọt. Ngoài những chất albumin, chất béo, thịt gà còn có các vitamin A, B1, B2, C, E, a-xít, calci, phosphor, sắt. Hàm lượng protein và phức hợp của amino a-xít trong thịt gà có ảnh hưởng tích cực đến não bộ có tác dụng cải thiện huyết áp và nhịp tim. Theo Đông Y, loại thịt này còn chữa băng huyết, xích bạch đới, lỵ, ung nhọt, là loại thực phẩm bổ âm cho tỳ vị, bổ khí, huyết và thận. Đặc biệt, thịt gà có tác dụng bồi bổ cao cho người bị bệnh lâu ngày, dạ dày bị phong hàn, suy yếu không hấp thu được thức ăn. Ngoài bổ khí huyết, thịt gà còn giúp trừ phong.

## Trên thị trường
Trên thị trường hiện nay, có hiện tượng gà Trung Quốc giả làm gà mía. Chỉ với 130.000 đồng/con, người tiêu dùng đã có một con gà mía luộc sẵn chỉ việc thưởng thức. Tuy nhiên, nhiều tiểu thương buôn gà có kinh nghiệm nghi ngờ đây là loại gà nhập từ Trung Quốc, để bảo quản về đến Việt Nam sẽ cần rất nhiều loại hương liệu. Gà mía Trung Quốc có giá 45.000-50.000 đồng/kg Loại gà đã qua sơ chế này được nhập khẩu và bảo quản thời gian dài trước khi bán cho người dùng.
Gà công nghiệp lông ít, mỡ nhiều, nấu lên nhiều nước, thịt bở nên rất dễ phân biệt với gà ta. Còn gà mía Trung Quốc da giòn, thịt dai, trọng lượng lại thấp rất giống với đặc điểm gà ta nên người tiêu dùng khó phân biệt được, thịt gà này có da dai, giòn tuy nhiên thịt không thơm, nước không ngọt. Gà Trung Quốc da giòn, thịt dai, trọng lượng lại thấp rất giống với đặc điểm gà ta nên người tiêu dùng khó phân biệt được, gà Trung Quốc là gà già lại nuôi nhốt lâu trong chuồng để lấy trứng nên lông xù xì, màu nâu, trọng lượng tương đối. Gà ta lông vàng óng mượt, mào đỏ.